# ألفارو فرنانديز
ألفارو فرنانديز (بالإسبانية: Álvaro Fernández)‏ هو منافس ألعاب قوى إسباني، ولد في 7 أبريل 1981.

## وصلات خارجية
- ألفارو فرنانديز على موقع الاتحاد الدولي لألعاب القوى (الإنجليزية)
- ألفارو فرنانديز على موقع أوليمبيديا (الإنجليزية)